# آفرینش‌گرایی (جنبش ادبی)
آفرینش‌گرایی یا کرئاسیونیسم (به انگلیسی: Creationism)، یک مکتب ادبی کم‌دوام بود که پس از جنگ جهانی اول (۱۹۱۸–۱۹۱۴م) به وجود آمد و از جمله مکتب‌های ادبی متعددی است که از جنگ گرایش‌های و عقاید زیبایی‌شناسی جدیدی را در زمینهٔ شعر عرضه کردند.

## تاریخچه
ویسنته اوییدوبرو (۱۹۸۴–۱۸۹۳م) شاعر شیلیایی در سال ۱۹۱۶ این مکتب را در شهر بوئنس آیرس، پایتخت آرژانتین بنیان گذاشت. بیشترین تأثیر این مکتب در اسپانیا بود. بنیانگذار کرئاسیونیسم معتقد بود که «در ذات خود واژگان واقعیتی مستقل وجود دارد، و واقعیات خاص خود را می‌آفریند که البته با دیگر واقعیت‌ها هم تعامل و ارتباط ایجاد می‌کند،» هویدو برو در سال ۱۹۱۸ به اسپانیا رفت و آن‌جا از این مکتب با شوقی جدید استقبال شد، اما دوران این توجه کوتاه و محدود بود. با این همه چندی بعد، مکتب اولترائیسم بسیاری از اصول آن را ادامه داد و در حقیقت شکل جدیدی از آن به وجود آورد.

## مانیفست
از نظر اوییدوبرو هنرمند موجودی آسمانی است که قدرت خلق واقعیت‌های جدید را دارد؛ بنابراین کار او تقلید کردن از واقعیت‌های بیرونی نیست. او در مانیفست خود اعلام کرد که نمی‌خواهد بردهٔ طبیعت باشد، بلکه آرزو دارد واقعیت دیگری را که تنها در تخیل شاعر وجود دارد، کشف و ابداع کند. او می‌خواست همان‌گونه که طبیعت درخت را می‌آفریند، شعر بیافریند. در شعری گفته‌است:
شاعران! چرا گل سرخ را می‌سرایید؟
آن را در شعر شکوفا کنید
تنها برای شما است
هرچه که در آسمان هستی دارد.
خدای کوچکی است، شاعر!
خوان لارئا، خراردو دیه گو (۱۸۹۷_۱۹۸۷ م) و پدرو سالیناس (۱۹۵۱–۱۸۹۱ م) شاعران اسپانیایی، از این مکتب تأثیر زیادی پذیرفته‌اند.
نوعی اومانیسم افراطی بر فلسفهٔ این مکتب حاکم است و خودبنیادی آن به نظریه‌های انسان‌خدایی در مکاتب عرفانی هندوییستی پهلو می‌زند.